# Shinji Mizushima
Shinji Mizushima (水島 新司, Mizushima Shinji) (Niigata, 10 april 1939 - Tokio, 10 januari 2022) was een Japans mangaka. Hij is vooral bekend als de auteur van verscheidene honkbal-manga, zoals Yakyu-kyo no Uta, Dokaben en Abu-san. Tweemaal mocht hij de Shogakukan Manga-prijs in ontvangst nemen. Zijn oeuvre omspant meer dan 500 tankōbon. Hij is een van de meest productieve mangaka tot nog toe.

## Carrière
Mizushima begon zijn carrière in 1958 met zijn debuutwerk Shinya no Kyaku. Deze titel won een prijs van een lokaal mangatijdschrift in Osaka. In 1964 verhuisde hij naar Tokio, waar hij verschillende werken uitgaf in het Shonen King magazine. Zijn eerste grote werk over honkbal was Ace no Jyoken uit 1969. Het jaar daarop begon hij te werken voor de tijdschriften Shonen Sunday en Shonen Champion, voor wie hij zijn eerste grote successen tekende: Otoko do Ahou Koshien en Zenikko. Mizushima's meest iconische werk, Dokaben, werd voor het eerst gepubliceerd in Shonen Champion in 1972. Yakyu-kyo no Uta volgde in datzelfde jaar in Monthly Shonen Magazine. Abu-san publiceerde hij in Big Comic Original in 1973. In 1974 won hij de Shogakukan Manga-prijs voor Otoko do Ahou Koshien en Deba to Bat. Hij won de prijs een tweede keer in 1977 voor Abu-san.
Mizushima's reeksen werden bijzonder populair in de jaren 1970. Hij werd een vaste naam in de manga-industrie en de voornaamste auteur van honkbal-manga. In 1975 publiceerde hij Ikkyu-san, het vervolg op Otoko do Ahou Koshien, voor Shonen Sunday. In 1976 volgde Kyudo-kun voor Shonen Big Comic. In 1977 richtte hij Ikkyu Nyukon op. Dit was een tijdschrift dat gespecialiseerd was in honkbal-manga. Hij gaf er Hakkyu no Uta in uit. In 1981 begon hij aan Hikari no Kojiro.
In 1983 ving Mizushima het werk Dai Koshien aan. Deze manga bevat personages uit Dokaben, Yakyu-kyo no Uta, Otoko do Ahou Koshien, Ikkyu-san, Kyudo-kun en andere populaire honkbal-manga van zijn hand. Mizushima bleef actief doorheen de jaren 1980. Bekende werken uit deze periode zijn Niji wo Yobu Otoko (1987) en Ohayo K-jiro (1990).
Tijdens de jaren 1990 werkte Mizushima verder aan zijn meest succesvolle werken: Dokaben Pro-yakyu hen in 1995 in het Shonen Champion magazine en Yakyu-kyo no Uta Heisei hen in 1997 voor Mister Magazine. Shin Yakyu-kyo no Uta (2000) en Dokaben Super Stars hen (2004) volgden. Gedurende al deze jaren bleef hij verder werken aan Abu-san, dat meer dan 100 volumes telt sinds diens begin in 1973. In 2004 verkocht Mizushima het recht om als personage te verschijnen in Abu-san. De verkoop bracht meer dan 3 miljoen yen op. De winst ging naar Mangajapan.
In 2007 vierde Mizushima zijn vijftigjarig jubileum als mangaka. Om dit te vieren, plaatste Shonen Champion Dokaben op diens cover, samen met boodschappen en tekeningen van andere mangaka zoals Osamu Akimoto, Takao Saito, Mitsuru Adachi, Takehiko Inoue, Rumiko Takahashi, Fujiko Fujio en Hiroshi Takahashi. Honkbaliconen als Sadaharu Oh, Shigeo Nagashima, Takeshi Kitano, Hideki Matsui en Kenji Jojima namen ook deel aan de actie. Mizushima is de oudste actieve mangaka die wekelijks publiceert. Hij is dertien jaar ouder dan de volgende oudste mangaka in lijn (Osamu Akimoto).
In 2007 won Mizushima de 36ste Japan Cartoonists Association Award in de categorie "Literaire reuzenprijs".
Shinji Mizushima overleed op 10 januari 2022 in een ziekenhuis in Tokio aan de gevolgen van een longontsteking. Hij werd 82 jaar.

## Werkselectie
| Jaar         | Titel                                                                                                 | Aantal volumes |
| ------------ | --- | -------------- |
| 1974–2015    | Abu-san (あぶさん)                                                                                    | 107            |
| 2009         | Abu-san no Yakyuu Jinsei (あぶさんの野球人生‐全56章)                                                  | 2              |
| 1974         | Alps-kun (アルプスくん)                                                                               | 2              |
| 1983         | Dantotsu (ダントツ)                                                                                   | 7              |
| 1972–1981    | Dokaben (ドカベン)                                                                                    | 48             |
| 1983–1987    | Dai-Koshien (大甲子園)                                                                                | 26             |
| 1995–2004    | Dokaben Pro-yakyu hen (ドカベン プロ野球編)                                                           | 52             |
| 2004–2012    | Dokaben Super Stars hen (ドカベン スーパースターズ編)                                                 | 45             |
| 2012–present | Dokaben Dream Tournament Hen (ドカベン ドリームトーナメント編)                                        | 17             |
| 2012         | Dokaben Dream Tournament Hen Bekkan (ドカベン ドリームトーナメント編 別巻 山田太郎に挑む名選手傑作選) | 1              |
| 1993         | Ganbare Drinkers (がんばれドリンカーズ)                                                               | 2              |
| 1984–1986    | Gokudo-kun (極道くん)                                                                                 | 14             |
| 1958         | Hakkyu no Uta (白球の詩)                                                                              | 9              |
| 1981–1984    | Hikari no Kojiro (光の小次郎)                                                                         | 19             |
| 1946         | Hoero Waka Tora (ほえろ若トラ)                                                                        | 2              |
| 1992         | I Love Baseball                                                                                       | 1              |
| 1976         | Ikkyu-san (一球さん)                                                                                  | 14             |
| 1974         | Itadaki Yasube (いただきヤスベエ)                                                                     | 3              |
| 2009–present | Kaa-chan no Koshien – Taiyo no Seishun                                                                | 0              |
| 1977–1981    | Kyudo-kun (球道)                                                                                      | 19             |
| 2008–present | Naite Tamaruka                                                                                        | 0              |
| 1987–1989    | Niji wo Yobu Otoko (虹を呼ぶ男)                                                                       | 10             |
| 1989–1995    | Ohayo K-jiro (おはようKジロー)                                                                        | 29             |
| 1970–1975    | Otoko do Ahou Koshien (男どアホウ甲子園)                                                              | 28             |
| 1988         | Stopper (ストッパー)                                                                                  | 12             |
| 1975         | Yakyu Taisho Gen-chan (野球大将ゲンちゃん)                                                            | 3              |
| 1973         | Yakyu-kyo no Uta (野球狂の詩)                                                                         | 17             |
| 1998         | Yakyu-kyo no Uta Heisei hen (野球狂の詩平成編)                                                        | 3              |
| 2000         | Shin Yakyu-kyo no Uta (新・やきゅうきょうのうた)                                                      | 12             |
| 2006         | Yakyu-kyo no Uta VS. Dokaben (野球狂の詩 VS.ドカベン)                                                 | 1              |
| 1970         | Zenikko (銭っ子)                                                                                      | 5              |

- CiNii: DA10837127
- International Standard Name Identifier: 0000 0003 8058 516X
- MusicBrainz: 2fb8287e-29bb-4888-ae3d-d4f141d14d2c
- Bibliotheek van het Japanse parlement: 00119693
- Virtual International Authority File: 259858708